# トヨタ モーター ノース アメリカ
トヨタ モーター ノース アメリカ（Toyota Motor North America）は、北アメリカ大陸におけるトヨタ自動車の事業統括組織である。北米トヨタ自動車、北米トヨタなどとも訳される。

## 概要
トヨタ モーター ノース アメリカ株式会社（TMA）は1996年に設立された渉外・広報・調査活動を目的とする企業である。
2014年から連携強化のためトヨタ モーター エンジニアリング アンド マニファクチャリング ノース アメリカ株式会社（TEMA）、米国トヨタ自動車販売株式会社（TMS）、トヨタ モーター ノース アメリカ株式会社（TMA）、トヨタ モーター クレジット株式会社（TMCC）がテキサス州プレイノの北米統括事業体トヨタ モーター ノース アメリカ（TMNA）新社屋へ移転する「北米ワントヨタ」活動が開始された。
2017年には新本社社屋開所式が執り行われ、ドナルド・トランプアメリカ合衆国大統領からは「事業拡大に協力する」とのコメントがなされた。
2022年、ケンワースと共同でロサンゼルス港を中心としたドレージ輸送を、ゼロ・エミッションの燃料電池トラックにより代替できることを証明する実証実験が行われ成功した。